# Libelle diffamatoire
Dans le droit pénal des pays de common law, le libelle diffamatoire (anglais : defamatory libel) est une infraction pénale qui constitue le pendant pénal de la diffamation écrite.

## Terminologie
La common law distingue entre la diffamation verbale (anglais : slander, lié au mot français « esclandre ») et le diffamation écrite, dite libelle (anglais : libel). La diffamation écrite est traditionnellement réprimée plus sévèrement que la diffamation orale (par ex., au Canada, seule la diffamation écrite peut faire l'objet de sanctions pénales), tandis que les deux formes de diffamation sont susceptibles d'engendrer la responsabilité délictuelle en common law (ou la responsabilité civile au Québec) devant les cours de justice civiles, mais en vertu de critères jurisprudentiels et statutaires différents.

## Droit par pays

### Canada
Dans le Code criminel canadien, le libelle diffamatoire est une infraction prévue à l'article 301 du Code criminel.

« 301 Quiconque publie un libelle diffamatoire est coupable :
a) soit d’un acte criminel passible d’un emprisonnement maximal de deux ans;
b) soit d’une infraction punissable sur déclaration de culpabilité par procédure sommaire. »

La peine peut être plus sévère si l'accusé publie un libelle délibérément faux; l'emprisonnement maximal est alors de 5 ans, d'après l'article 300 du Code criminel.
L'article 298 (1) du Code criminel définit ainsi le libelle diffamatoire : « 298 (1) Un libelle diffamatoire consiste en une matière publiée sans justification ni excuse légitime et de nature à nuire à la réputation de quelqu’un en l’exposant à la haine, au mépris ou au ridicule, ou destinée à outrager la personne contre qui elle est publiée. ». Quant au mode d'expression du libelle diffamatoire, l'article 298 (2) C.cr. énonce qu'« un libelle diffamatoire peut être exprimé directement ou par insinuation ou ironie ».
L'article 299 du Code criminel énonce qu'une personne publie un libelle lorsque, selon le cas :

« a) elle l’exhibe en public;
b) elle le fait lire ou voir;
c) elle le montre ou le délivre, ou le fait montrer ou délivrer, dans l’intention qu’il soit lu ou vu par toute autre personne que celle qu’il diffame. »

Un arrêt de principe de la Cour suprême du Canada en matière de libelle diffamatoire est R. c. Lucas.
Le libelle diffamatoire n'est pas la même chose que le libelle séditieux, infraction qui est toujours prévue à l'article 59 (2) du Code criminel.

### États-Unis
Aux États-Unis, plusieurs États ont adopté des lois statutaires qui pénalisent la diffamation écrite ou orale.
- Alabama (Alabama Revised Statutes, §§ 13A-11-160-13A-11-164)
- Floride (Florida Statutes, §§ 836.01-836.11)
- Idaho (Idaho Code, §§ 18-4801-18-4809)
- Illinois (Illinois Compiled Statutes, Chapter 720 § 300)
- Iowa (non défini dans les statuts, mais l'article 1, § 7 de la Constitution de l'Iowa déclare que la vérité est une défense  dans les poursuites pénales en diffamation. Voir l'arrêt Park v. Hill 38.
- Kansas (Kansas Statutes Annotated, § 21-6103(a)(1))
- Kentucky (Kentucky Revised Statutes, § 432.280)
- Louisiane (Louisiana Revised Statutes, § 14:47)
- Massachusetts (Massachusetts Revised Statutes, Ch. 272 § 98C)
- Michigan (Michigan Compiled Laws, §§ 750.370-750.371)
- Minnesota (Minnesota Statutes. § 609.765)
- Mississippi (Mississippi Code Annotated, §97-3-55)
- Montana (Montana Code Annotated, § 45-8-212)
- Nevada (Nevada Revised Statutes, §§ 200.510–200.560)
- New Hampshire (New Hampshire Revised Statutes Annotated, § 644:11)
- Nouveau Mexique (New Mexico Statutes Annotated, § 30-11-1)
- Caroline du Nord (North Carolina General Statutes, § 14-47)
- Dakota du Nord (North Dakota Century Code, § 12.1-15-01)
- Oklahoma (Oklahoma Statutes, tit. 21 §§ 771-781)
- Caroline du Sud (South Carolina Code of Laws, § 16-7-150)
- Dakota du Sud (South Dakota Constitution, Art. 6, § 5)
- Texas (Texas Finance Code, §§59.002; 89.101; 119.202; 122.251; 199.001)
- Utah (Utah Code Annotated, § 76-9-404)
- Virginie (Virginia Code Annotated, § 18.2-417)
- Wisconsin (Wisconsin Statutes, § 942.01)
- Puerto Rico (Puerto Rico Laws, tit. 33, §§ 4101-4104), déclaré inconstitutionnel en 2003 par une Cour fédérale[7]
- Îles Vierges (Virgin Islands Code, Titre 14, §§ 1172-1182)[17]

### Royaume-Uni
L'infraction de libelle diffamatoire est une infraction de common law qui a été abolie pour l'Angleterre, le Pays de Galles et l'Irlande du Nord le 12 janvier 2010.
L'article 4 de la Libel Act of 1843, qui créait une infraction statutaire aggravée, a également été abrogé.
On peut se référer aux arrêts suivants : 
- De Libellis Famosis ([8]
- Summer v Hillard [9]
- R v Penny [10]
- R v Burdett [11]
- R v Brigstock [12]
- R v Carden [13]
- Vizetelly v Mudie's Select Library Ltd [14]
- R v Wicks [15]
- Goldsmith v Pressdram Ltd [16]
- Gleaves v Deakin [17]
- Desmond v Thorne [18]